# (1055) Tynka
El 1055 Tynka és un asteroide descobert el 7 de novembre de 1925 per Emil Buchar.